# Impatient
Impatient è il secondo singolo della cantante finlandese Anna Abreu estratto dal suo terzo album Just a Pretty Face? nel 2009 e pubblicato dall'etichetta discografica RCA.
Il brano è stato scritto da Anna Abreu, Rauli Eskolin e Patric Sarin.